# دهستان تکاب (درگز)
دهستان تکاب دهستانی از توابع بخش مرکزی شهرستان درگز در استان خراسان رضوی ایران به مرکزیت روستای خاخیان است.

## جمعیت
براساس سرشماری مرکز آمار ایران در سال ۱۳۸۵، جمعیت دهستان تکاب ۵۸۹۲ نفر (۱۶۲۷ خانوار) بوده‌است. جمعیت این دهستان در سال ۱۳۹۰ به ۵۵۳۳ نفر رسیده‌است.